# Sophie Hunger
Sophie Hunger, vero nome Émilie Jeanne-Sophie Welti (Berna, 31 marzo 1983), è una cantautrice svizzera di musica folk, pop e blues.
Canta in inglese, svizzerotedesco, tedesco e francese, e suona la chitarra (acustica ed elettrica), il piano e l'armonica.

## Biografia
Scoperta nella Svizzera romanda alla fine del 2006, il 6 luglio 2008 Sophie Hunger e i suoi musicisti suonano in un concerto nella Miles Davis Hall durante il Montreux Jazz Festival. Dopo essersi auto-prodotta un disco, registrato dal vivo nel suo salotto, nell'ottobre del 2008 pubblica un album studio (prodotto con Marcello Giuliani), Monday's Ghost, a cui segue una tournée. 1983 è invece il titolo del secondo disco, apparso nel 2010 e prodotto con Stéphane Briat. Nel 2012 esce The Danger of Light e nel 2015 l'ultimo lavoro in ordine di tempo: Supermoon.
Nel 2017 ha collaborato con il cantautore britannico Steven Wilson al singolo Song of I, contenuto nell'album To the Bone.

## Discografia

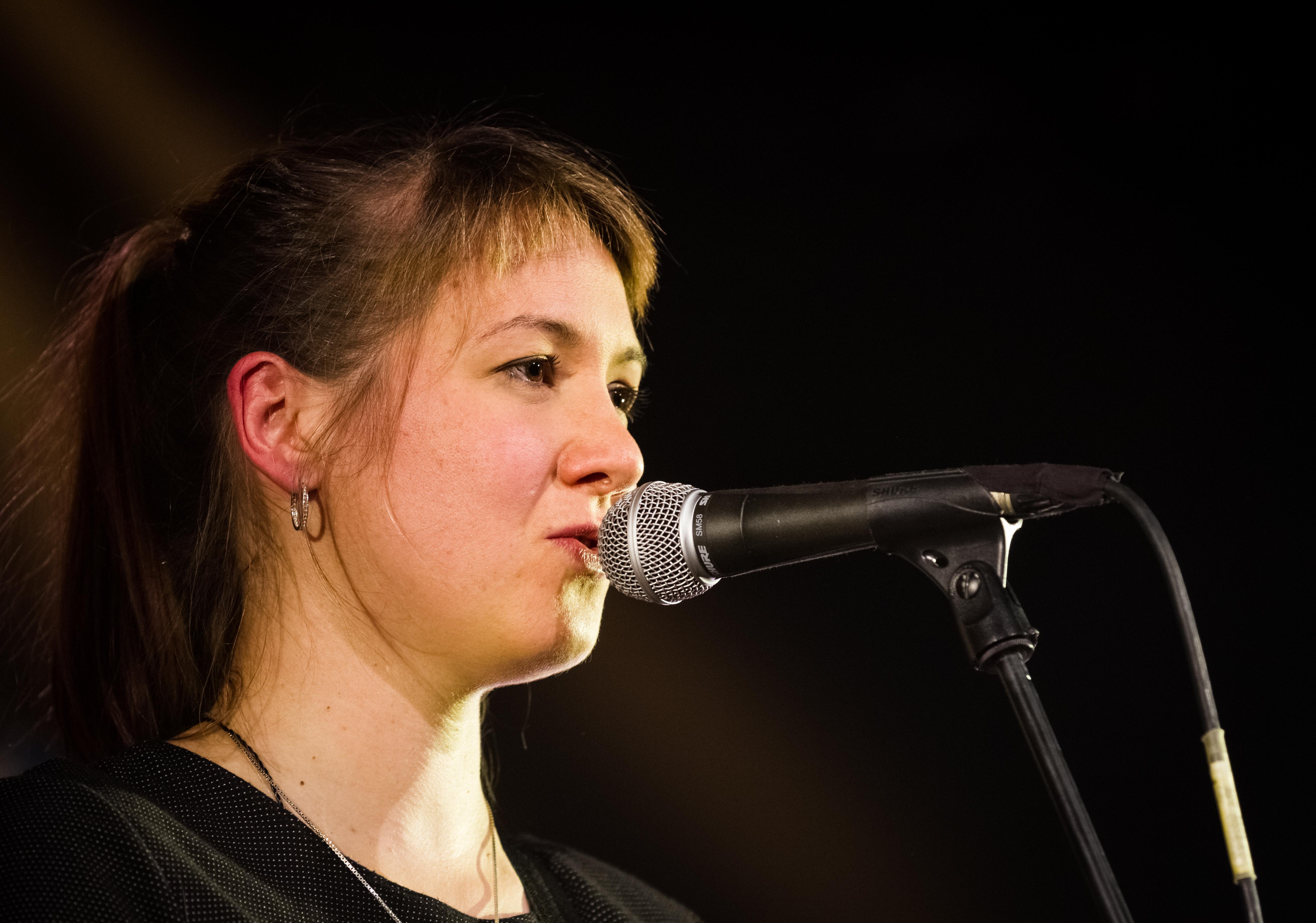
Sophie Hunger 2015

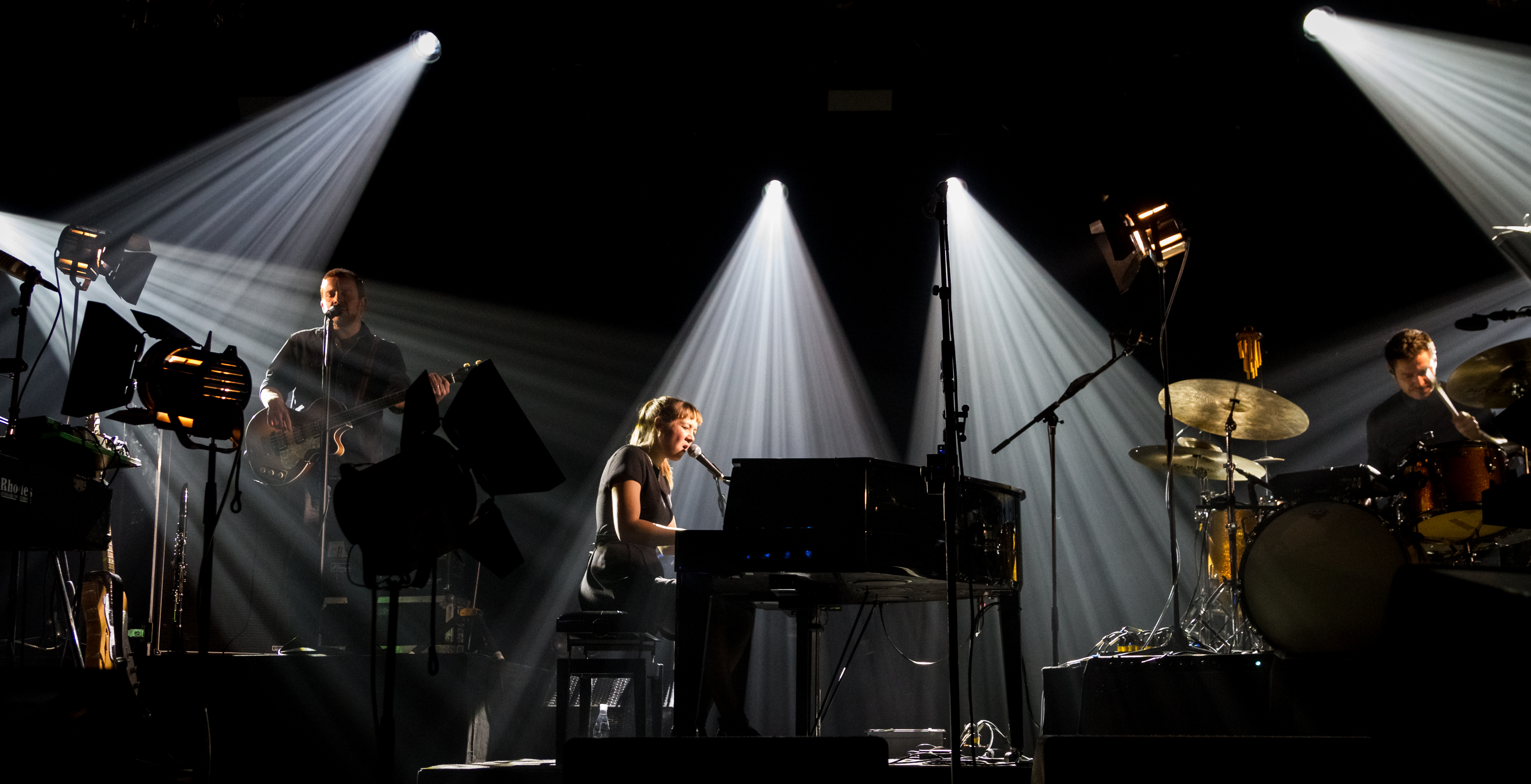
Sophie Hunger 2015

### Album in studio
- 2006 – Sketches on Sea
- 2008 – Monday's Ghost
- 2010 – 1983
- 2012 – The Danger of Light
- 2015 – Supermoon
- 2018 – Molecules
- 2020 – Halluzinationen

### Album dal vivo
- 2014 – The Rules of Fire